# Dom-le-Mesnil
Dom-le-Mesnil település Franciaországban, Ardennes megyében. Lakosainak száma 1053 fő (2022. január 1.). Dom-le-Mesnil Hannogne-Saint-Martin, Nouvion-sur-Meuse, Sapogne-et-Feuchères, Villers-sur-Bar, Vrigne-Meuse és Flize községekkel határos.

## Népesség
A település népességének változása:
| Lakosok száma | 979  | 927  | 926  | 1124 | 1089 | 1096 | 1087 | 1083 | 1064 | 1053 |
|               | 1968 | 1982 | 1990 | 2006 | 2013 | 2015 | 2017 | 2019 | 2020 | 2022 |